# Cingulopsidae
Cingulopsidae is een familie van weekdieren uit de klasse van de Gastropoda (slakken).

## Geslachten
- Eatonina Thiele, 1912
- Pickenia Ponder, 1983
- Pseudopisinna Ponder & Yoo, 1981
- Skenella Pfeffer, 1886
- Tubbreva Ponder, 1965